# Bierens Collection Attorneys
Bierens Collective Attorneys (нід. Bierens Incasso Advocaten) — міжнародна юридична фірма, основна спеціалізація якої є стягування заборгованостей. Фірма була заснована в 1952 році  Фрітцем Біренсом (Fritz Bierens) у маленькому містечку Вегелі, на півдні Королівства Нідерланди. 
Станом на 1 січня 2017 року, компанія Біренс має свої представництва в Амстердамі, Римі, Дюссельдорфі, Барселоні та Антверпені, а кількість співробітників зросла до 100 юристів з різних країн Європи.  .
Також, фірма Біренс зайняла 13 сходинку серед 23 компаній-переможців у номінації  «Найкраще місце роботи в Нідерландах серед середнього бізнесу в 2016 році». 

## Історія
У 1952 році, першим власником, Фрітцем Біренсом було відкрито перший офіс фірми “Bierens Advocaten”.  У той час фірма надавала юридичні косультації у багатьох галузях права, таких як: оренда, будівельне право, трудове право,  сімейне право, а також з питань нерухомості та банкрутства. 
У 1980-му році було опубліковано результати анонімного аналізу  юридичних фірм в районі Схертохенбош місцевою владою.  За результатами, фірма Фрітца Біренса виявилася найуспішнішою. 
У 1995 році син Фрітца, Сандер  перейняв справу батька, тим самим продовжуючи його справу.  Так як  спеціалізацією Сандера було стягнення заборгованостей, він вирішив звузити спеціалізацію фірми виключно до цих питань. Так, Bierens Advocaten  перетворився в Bierens Incasso Attorneys (Bierens Collective Attorneys) стали першою юридичною фірмою зі спеціалізацією у стягненні заборгованостей у Нідерландах.
Спочатку Bierens Incasso Attorneys працювали тільки з Нідерландськими фірмами,  але з 2005 року сфера діяльності фірми була виведена на міжнародний рівень. Сьогодні в фірмі працюють юристи з України, Польщі, Німеччини, Франції, Великої Британії, Іспанії, Італії, Бельгії, Португалії, Греції, Румунії та багатьох інших країн. 
У 2007-му році було відкрито філіал в Амстердамі.  Невдовзі розпочали свою роботу офіси в Дюссельдорфі, Антверпені, Барселоні, Нью-Йорку та Шанхаї.  Останній було відкрито у 2015 році у Римі. 

## Нагороди
8-го липня 2016 року компанія Bierens отримала сертифікат Корпоротивно-Соціальної Відповідальності (КСВ) IV рівня. 
В кінці 2016 року, компанію Bierens було визнано одним з найкращих місць для роботи серед середнього бізнесу в Нідерландах в 2016 році, за результатами наданими інститутом The Great Place to Work. 

## Виноски
1. ↑  Firm Facts | Firm History | Bierens Debt Recovery Lawyers (укр.) . Архів оригіналу за 15 лютого 2017. Процитовано 14 лютого 2017.
2. ↑  Firm Facts | Firm Legal Team | Bierens Debt Recovery Lawyers (англ.) . Архів оригіналу за 15 лютого 2017. Процитовано 15 лютого 2017.
3. 1 2  Best Place to Work | Best Workplaces in the Netherlands: Medium-sized Enterprises  2016 | (англ.) . Архів оригіналу за 15 лютого 2017. Процитовано 14 лютого 2017. [Архівовано 2017-02-15 у Wayback Machine.]
4. ↑  Firm Facts | Firm History | Bierens Debt Recovery Lawyers (англ.) . Архів оригіналу за 15 лютого 2017. Процитовано 14 лютого 2017.
5. ↑  The CSR Performance Ladder | Requirements CSR management  system and CSR Performance ladder| Certification requirements (PDF) (англ.) . Архів оригіналу (PDF) за 16 лютого 2017. Процитовано 14 лютого 2017.